# ジャン＝クロード・ルソー
ジャン＝クロード・ルソー（Jean-Claude Rousseau、1950年 - ）は、フランスの映画監督である。
2007年、『彼のアパルトマンで』がマルセイユ国際ドキュメンタリー映画祭でグランプリを受賞する。そのほかの主な作品に『取るに足らぬ慰め』。

## フィルモグラフィー[4]
- 窓際で手紙を読む若い女（1983年）
- ヴェニスは存在しない (1984年)
- Keep in Touch (1987年)
- ローマの遺跡（1991年）
- 閉ざされた谷（1995年）
- ロベルトへの手紙（2002年）
- 嵐の直前（2003年）
- 不測の事態（2004年）
- 取るに足らぬ慰め（2004年）
- 偽りの出発（2006年）
- 二度の世界周遊（2006年）
- 彼のアパルトマンで（2007年）